# Mario Camacho
Mario Alcides Camacho Jiménez (Poás, 7 de agosto de 1983) es un futbolista costarricense. Juega como delantero y su equipo es el Municipal Liberia de la Primera División de Costa Rica.

## Selección nacional
Mario Camacho solo cuenta con tres partidos Clase A con la Selección de Costa Rica donde tiene dos en la Copa Oro de 2007 en Estados Unidos y después un amistoso ante Venezuela que se realizó en el Polideportivo de Pueblo Nuevo de San Cristóbal en 2009.
| Partidos | Partidos  | Partidos  | Partidos            | Partidos                | Partidos      | Partidos | Partidos                   | Partidos       | Partidos |
| N°       | Rival     | Resultado | Fecha               | Lugar                   | Competencia   | Goles    | Cambio                     | DT             |          |
| -------- | --------- | --------- | ------------------- | ----------------------- | ------------- | -------- | -------------------------- | -------------- | -------- |
| 1        | Haití     | 1:1 (0:0) | 9 de junio de 2007  | Florida Estados Unidos  | Copa Oro 2007 | -        | 62' por Gabriel Badilla    | Hernán Medford |          |
| 2        | México    | 0:1 (0:0) | 17 de junio de 2007 | Houston Estados Unidos  | Copa Oro 2007 | -        | 102' por Michael Barrantes | Hernán Medford |          |
| 3        | Venezuela | 1:1 (1:1) | 13 de mayo de 2009  | San Cristóbal Venezuela | Amistoso      | -        | 65' por Josué Martínez     | Rodrigo Kenton |          |

### Participaciones en Copa Oro
| Edición       | Sede           | Resultado        |
| ------------- | -------------- | ---------------- |
| Copa Oro 2007 | Estados Unidos | Octavos de final |

## Clubes
| Club                           | País       | Año         |
| ------------------------------ | ---------- | ----------- |
| Municipal Osa                  | Costa Rica | 2002 - 2003 |
| Carmelita                      | Costa Rica | 2003 - 2005 |
| Herediano                      | Costa Rica | 2005        |
| Puntarenas FC                  | Costa Rica | 2005 - 2007 |
| Herediano                      | Costa Rica | 2007 - 2008 |
| Puntarenas FC                  | Costa Rica | 2008 - 2009 |
| Alajuelense                    | Costa Rica | 2009 - 2011 |
| Santos FC                      | Costa Rica | 2011 - 2012 |
| Puntarenas FC                  | Costa Rica | 2012        |
| Orión FC                       | Costa Rica | 2012        |
| Asociación Deportiva Carmelita | Costa Rica | 2012 - 2013 |
| Club Deportivo Belén Siglo XXI | Costa Rica | 2013 - 2014 |
| Puntarenas FC                  | Costa Rica | 2014 - 2015 |
| Municipal Liberia              | Costa Rica | 2015 - 2016 |

## Palmarés
| Título | Club | Año |
| ------ | ---- | --- |